# Музеј пчеларства у Радовљици (Словенија)
Музеј пчеларства у Словенији налази се у сликовитом градићу Радовљици, близу Бледа.   
Музеј представља богату традицију словеначког пчеларства, које је у 18. и 19. веку било важна пољопривредна делатност. Технички део музеја приказује најтипичније кошнице и пчеларско оруђе, биолошку собу живота и рада крањске медоносне пчеле (живи у посматрачкој кошници лети), а ликовни део представља феномен словеначке народне културе – осликавање кошница.
У овом јединственом музеју посетиоци могу видети како су се третирале пчеле још у врло давна времена када су пчелари осликавали кошнице постављајући плочице на њих са изузетно интересантним сликовним садржајем, јер се сматрало да ће тако пчеле лакше препознати свој „дом“ када се враћају са испаше.

## Богата пчеларска традиција
Некада, док људи још нису познавали шећер, скоро није било словеначког домаћинства које поред других домаћих животиња није имало и пчеле. Мед је био једини заслађивач, а восак неопходна сировина за свеће. Пчеле су гајене у ниским дрвеним кошницама, које су слагане једна уз другу, у неколико дугачких редова. За њих су у воћњаку градили и кућицу, где су сва пчелиња друштва била под једним кровом и заштићена зими од снега и мраза, а лети од прејаког сунца. 
Словеначки биолог Јанез Грегори чак описује своје сународнике као „народ пчелара“. Још од 8. па до 19. века су правили кошнице од шупљих стабала али негде од 15. века, када су отворене прве пилане, почели су правити кошнице од дасака. Због производње заслађивача и воска, и власти су биле заинтересовале за ову делатност. Када су у 16. веку земљорадници почели да сеју хељду, пчеле су имале залихе хране и у јесен, што је утицало на повећање производње. 

## Сеоске галерије
Средином 18. века на подручју данашње Словеније, које је тада припадало Аустро-Угарској, појавила се јединствена уметност осликавања предњих делова кошница. Слике су представљале историјске призоре, призоре из Светог писма и из свакодневног живота. Мотиви неких слика су породични односи. Пчелари су сматрали да различите живописне слике служе пчелама као путоказ. 
Поред тога, развила се својеврсна уметност, која се преносила с колена на колено и сачувала до данашњих дана. Уметнице, на пример из околине Шкофје Локе, од мешавине меда, ражаног брашна и додатка бибера, цимета, каранфилића и других додатака, праве разне облике медног хлеба, са разним украсима.

## Учитељ пчеларства
Антон Јанша, учитељ пчеларства родио се 1734. године у селу Брезница, близу Бледа. Као дечак, бавио се гајењем пчела и сликарством. Жеља за образовањем одвела га је у Беч, где је 1769. године успешно завршио сликарску школу. Јанши тада није било суђено да постане сликар. Аустријска краљица Марија Терезија у то време је формирала пчеларску школу у Аугартену и Јанша је постао њен први пчеларски учитељ. Прочуо се као одличан теоретичар и практичар у овој области, написао две књиге, али га је предухитрила рана смрт у 39. години. 

## Сива пчела
Територија Словеније је домовина сиве пчелиње расе – крањске пчеле (Аpis mellifera carnica). Има светлосиве длачице на прстеновима затка, а позната је по својој мирноћи, вредноћи, скромности и одличном осећају за оријентацију. Када су пчелари других народа, најпре у средњој Европи, где је била заступљена тамна раса (Аpis mellifera mellifera), сазнали за њу, почела је жива трговина пчелама. До 1. светског рата извежено је на десетине хиљада пчелињих друштава. Данас, њихово дело настављају одгајивачи матица, који сваке године продају око 30 000 матица. 

## Светски дан пчела
Словеначки пчелари су предложили Уједињеним нацијама да се изјасне о одређивању 20. маја као о Светском дану пчела – то је био дан када се родио Антон Јанша. Словенци су га први пут обележили 2018. године. Предложени датум одговара највећој пролећној изградњи пчелињих заједница, највећој потреби за опрашивањем на северној хемисфери и сакупљању плодова кошница на јужној хемисфери.